# Scelotrichia schmidi
Scelotrichia schmidi är en nattsländeart som först beskrevs av Wolfram Mey 1981.  Scelotrichia schmidi ingår i släktet Scelotrichia och familjen smånattsländor. Inga underarter finns listade i Catalogue of Life.